# Dreams (chanson de High and Mighty Color)
Pour les articles homonymes, voir Dream.
Singles de High and Mighty Color
Tadoritsuku Basho / Oxalis
(2007) Amazing
(2007)
Dreams est le 12e single de High and Mighty Color sorti sous le label SME Records le 1er août 2007 au Japon. Il atteint la 24e place du classement de l'Oricon. Il se vend à 5 126 exemplaires la première semaine et reste classé 4 semaines, pour un total de 8 000 exemplaires vendus.
Dreams a été utilisé comme 2e générique de fin pour l'anime DARKER THAN BLACK -Kuro no Keiyakusha-. Dreams se trouve sur la compilation 10 Color Singles.

## Liste des titres
| 1. | Dreams                    | Maakii & Yuusuke       | High and Mighty Color | 5:24 |
| 2. | Feel Like Dance           | Maakii & Yuusuke       | High and Mighty Color | 4:19 |
| 3. | Mushroom (マッシュルーム) | MEG, mACKAz, & Yuusuke | MEG                   | 3:41 |
| 4. | Dreams (Instrumental)     |                        | MEG                   | 5:22 |